# Парк Базиліки

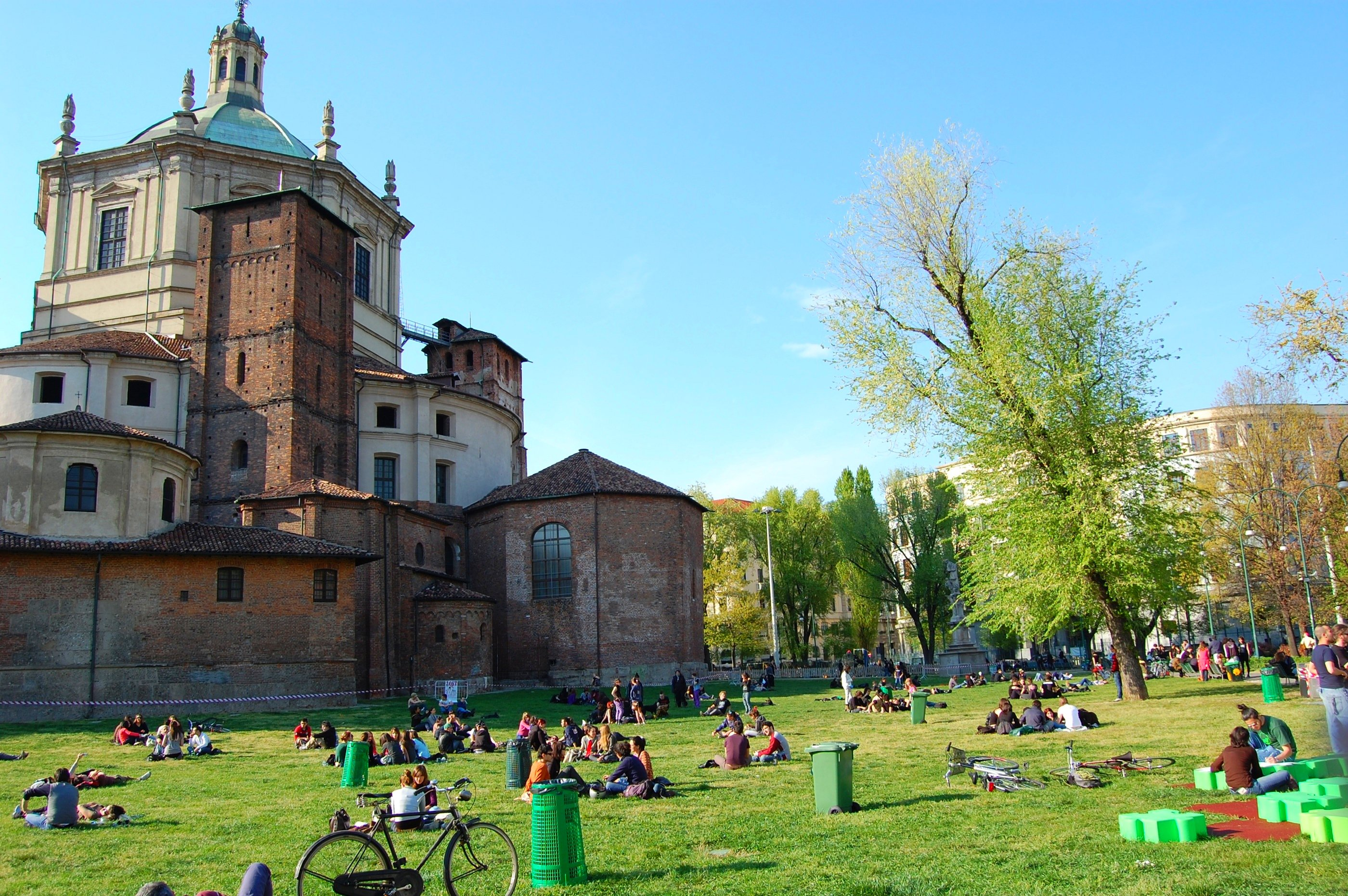
Milano — Parco delle Basiliche

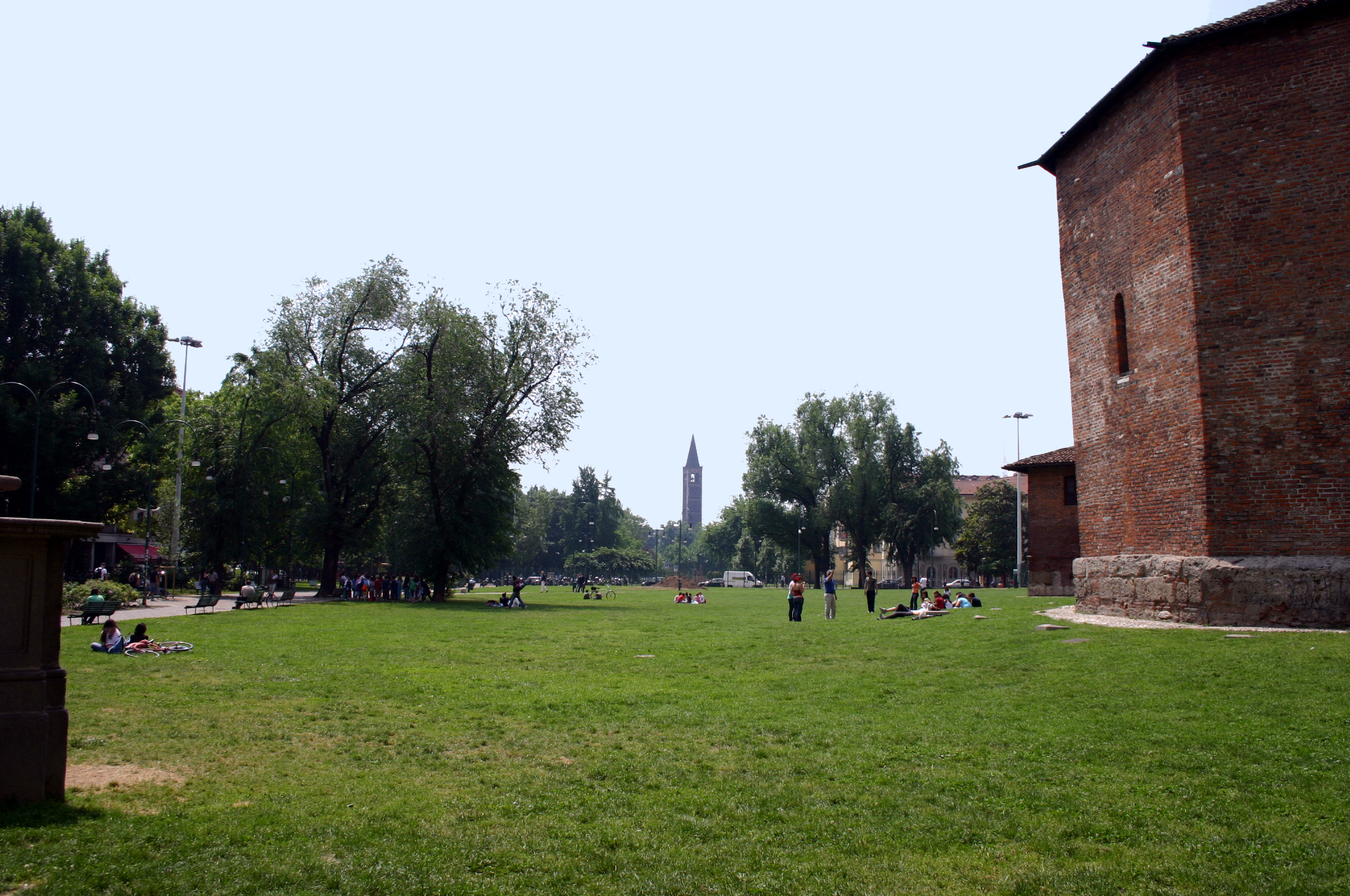
Parco delle Basiliche

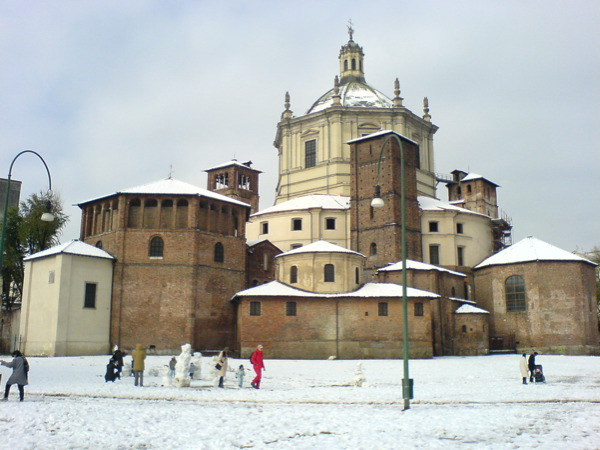
Milano

45°27′22.6″ пн. ш. 9°10′57.11″ сх. д. / 45.456278° пн. ш. 9.1825306° сх. д.
Parco delle Basiliche — парк в Мілані (Зона 1) поблизу вул. Molino delle Armi, з'єднує дві базиліки: Basilica di San Lorenzo і Basilica di Sant'Eustorgio. В парку присутні такі види дерев: клен, береза, в'яз, платан, слива, дуб, горіх. Заснований у 1934 р. Площа — 40 700 кв.м.

## Історія
В 1925 р. PRG Мілану передбачає перепланування території позаду базиліки Сан Лоренцо (в тому числі знесення деяких будинків) і створення зеленого простору між базилікою, однойменними колонами та площею Ветра (piazza Vetra).
Частина робіт була здійснена в 1934 році. Проект по озелененню території, розроблений архітекторами Bagatti, Valsecchi та Grandi як місце для археологічної прогулянки, було реалізовано вже після війни.
Для запобігання вандалізму на території парку та посилення безпеки було вирішено обгородити його парканом, встановити години відкриття і закриття парку; було встановлено численні телекамери. Згодом парк був названий на честь Папи Римського Іоанна Павла II.

## Години відкриття
- жовтень — березень: 06:30 — 22:00
- квітень — червень: 06:30 — 23:00
- липень — серпень: 06:30 — 23:30

## Лінки
- http://www.milanofoto.it/pictures/index.php?dir=Parchi/Parco%20delle%20Basiliche%5Bнедоступне+посилання+з+червня+2019%5D
- http://www.ecodimilano.com/milano-teatro-destate-al-parco-delle-basiliche-tre-domenica-di-eventi-fino-all11-luglio.htm%5Bнедоступне+посилання+з+червня+2019%5D
- http://www.flickr.com/photos/mardiam40/4040909762/
- http://milanocittadarte.blogspot.com/2007/09/parco-delle-basiliche.html [Архівовано 11 березня 2014 у Wayback Machine.]